# Аменемхет IV
Аменемхе́т IV — фараон Древнего Египта, правивший приблизительно в 1807—1798 годах до н. э., из XII династии (Среднее царство).

### Происхождение и вступление на престол

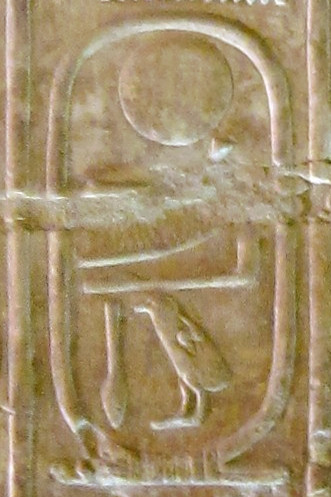
Картуш Маахерура (Аменемхет IV) в Абидосском списке фараонов (№ 65)

Аменемхет IV наследовал Аменемхету III, возможно, после некоторого непродолжительного соправительства. Об этом хорошо свидетельствуют многочисленные памятники и артефакты, где имена двух фараонов стоят вместе. Некоторые исследователи даже предполагают, что Аменемхет IV так и не стал самостоятельным царём, а правил только как соправитель Аменемхета III, и ему ещё при жизни последнего наследовала царица Нефрусебек. Но включение имени Маахерура Аменемхета IV в Абидосский (№65) и Саккарский (№45) списки царей, и немалое число памятников, на которых назван только Аменемхет IV, заставляет считать это предположение маловероятным.
Аменемхет IV был сыном женщины по имени Хетепи. Единственное известное свидетельство об этой Хетепи — это надпись на стене храма Рененутет в Мединет-Мади (в Фаюмском оазисе), где ей присваивается титул «мать царя», но она не названа ни «женой царя», ни «дочерью царя», ни «сестрой царя», следовательно, её отношение к Аменемхету III неизвестно, и она, возможно, не была царской особой. Отношение Аменемхета IV к Аменемхету III столь же неопределённо. Новый царь мог быть сыном покойного правителя, хотя доказать этот факт в настоящее время не представляется возможным. Если это действительно так, то на момент восшествия на престол он должен был быть человеком средних лет. Хотя он мог быть и внуком Аменемхета III. Так или иначе он правил страной всего чуть более девяти лет.

### Памятники царствования

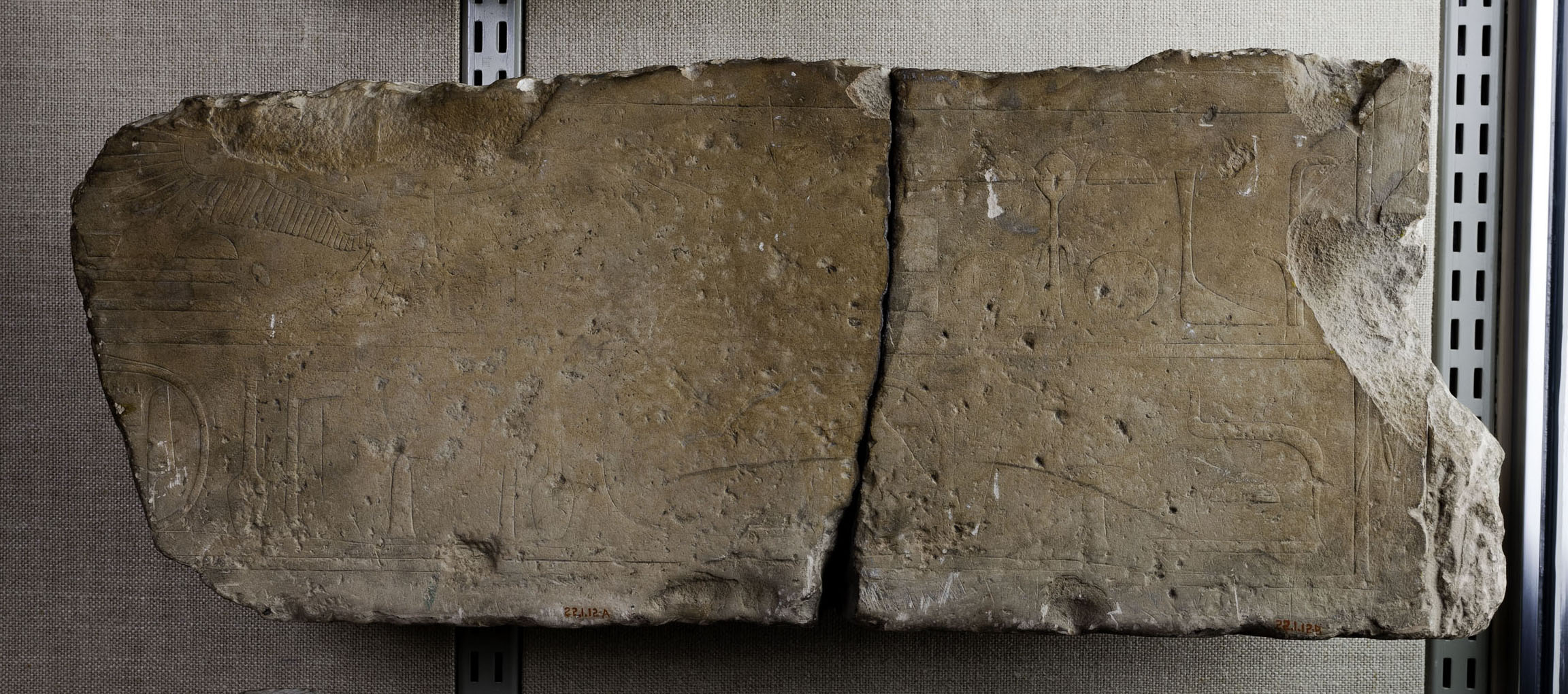
Дверная перемычка храма, украшенная рельефом содержащим имя Аменемхета IV. Метрополитен-музей, Нью-Йорк

О его царствовании нет никаких ясных сведений в надписях, хотя памятники Аменемхета IV весьма многочисленны и часто отличаются искусной работой. Помимо упоминания в Абидосском и Саккарсом списках, этого фараона называет также Манефон, в передаче Африкана (так как сам труд Манефона не сохранился). У него этот фараон носит имя Aмменемес и о нём говорится, что он правил в течение 8 лет, а ему наследовала его сестра Скемиофрис, правившая в течение 4 лет.
В период правления Аменемхета IV продолжалось изучение уровня воды в Ниле. В Кумме (на севере Судана), на одной из скал, была обнаружена надпись о высоте реки на пятом году царствования Аменемхета IV, что доказывает — египетское присутствие в районе второго порога Нила сохранялось в течение его жизни. Во втором году своего правления Аменемхет IV отправил экспедицию добывать аметист в Вади-эль-Худи на юге Египта. Руководителем экспедиции был помощник казначея Сахатор. Активно продолжалась разработка месторождений бирюзы на Синае, как в Вади-Магара, так и в Серабит-эль-Хадим. Там найдены надписи, свидетельствующие о том, что экспедиции отправляли в рудники на четвёртом, шестом, восьмом и девятом годах его правления. Его экспедиции на Синай были последними в эпоху Среднего царства, следующая надпись в этих местах датируется уже царствованием Яхмоса I, то есть спустя примерно 200 лет и относится уже к эпохе Нового царства.

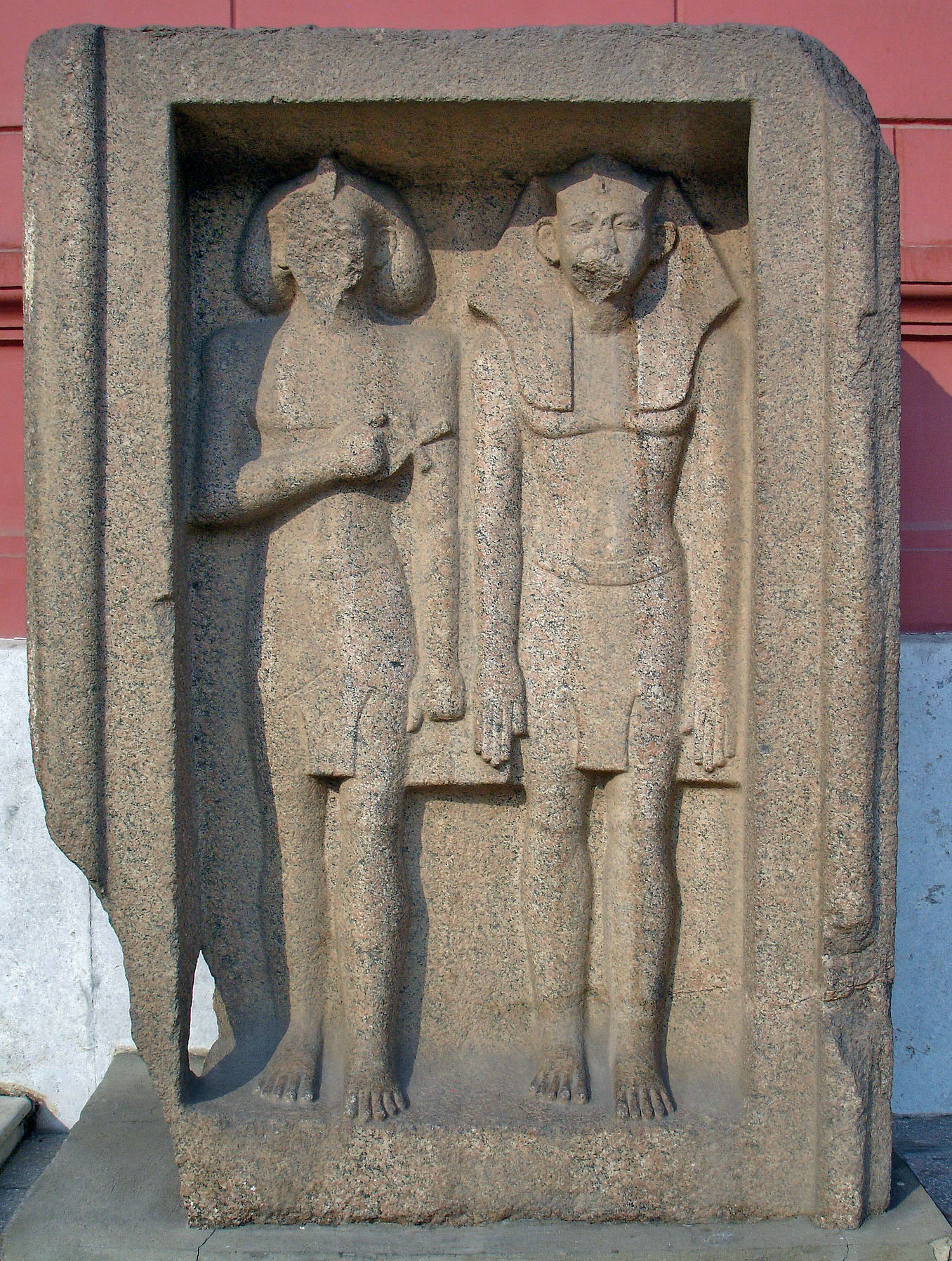
Барельеф из погребального храма Аменемхета III в Хаваре. Левая фигура, сгибающая руку, чтобы приложить знак «Анх» (жизнь) к груди, изображает обожествлённого фараона Аменемхета III. Поэтому царь справа не может быть никем иным, как его сыном и преемником на престоле, Аменемхетом IV. Асуанский розовый гранит. Каирский египетский музей. Главный фасад

Сирия, по всей видимости, как и в прежние времена, признавала египетское господство. В Бейруте была найдена золотая пектораль с изображением Аменемхета IV, делающего подношение Богу и небольшой диоритовый сфинкс Аменемхета IV. Во время его правления, вероятно, существовали важные торговые отношения с городом Библом, расположенным на побережье современного Ливана. Из гробницы князя Библа Ипшемуаби происходит обсидиановая шкатулка в золотой оправе и изящная ваза серого камня с картушами Аменемхета IV. Как и во времена Аменемхета III и его предшественников, правители Библа продолжали записывать свои имена египетскими иероглифами и использовать египетский титул «ḥȝty-ˁ» («князь», «градоначальник»), который с незапамятных времён носили чиновники, возглавлявшие области в самом Египте.
Недавно[когда?] в ходе продолжающихся раскопок в Вади-Гасусе на побережье Красного моря были найдены два деревянных сундука и остракон, на котором был начертан священный текст, упоминающий об экспедиции в легендарную страну Пунт на 8-м году правления Аменемхета IV под руководством царского писца Джеди. В Беренике на Красном море были найдены два фрагмента стелы, изображающие Аменемхета IV и датируемые 7-м годом его правления.
В Шат-эр-Ригал, недалеко от Гебель-Сильсилы (Верхний Египет), на скалах вырезано имя, возможно принадлежащее ему. В расположенном рядом с Мемфисом Абусире обнаружен фрагмент сфинкса из жёлтого кварцита. В Британском музее хранится плакетка из зелёного лощёного аспидного сланца, на которой написано имя царя. Там же находится маленькая коробочка для туалетных принадлежностей, сделанная из эбенового дерева и слоновой кости. На ней написаны имена Аменемхета и её владельца Кемена, служившего «хранителем кухни». К этому периоду относятся погребальная стела некого Хуи, хранящаяся в настоящее время в Штутгарте, и четыре скарабея. Некоторые кахунские папирусы также были составлены в царствование Аменемхета IV. В них определённо упоминается шестой год его правления. Другие тексты, датирующиеся периодом от первого по десятый год, также относятся ко времени прибывания его на троне.
| |                                                                                          |                                         |
| Плакетка с упоминанием Аменемхета IV и его сына царевича Амени. Лондон. Британский музей. Инв. № 22879 | Ажурная золотая табличка Аменемхета IV, делающего богу подношение. Библ. Инв. № EA 59194 | Голова фараона, возможно, Аменемхета IV |

### Строительные работы

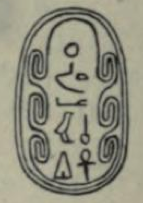
Скарабей фараона Маахерура (Аменемхета IV). Рисунок Флиндерса Питри, 1897 год

Аменемхет IV завершил строительство небольшого, но изящного храма Рененутет и Себека в Мединет-Маади, начатое Аменемхетом III. Фундаменты храма, административные здания, зернохранилища и жилые дома были обнаружены египетской археологической экспедицией в начале 2006 года. Аменемхет IV, возможно, также построил храм в северо-восточном Фаюме в Каср-эль-саге.
Аменемхет IV ответственен за завершение строительства святилища в храме Хатхор на Синае, а также, возможно, проводил работы в Карнаке, где в 1924 году был найден пьедестал для священной барки с именами Аменемхета III и IV.

### Имена фараона
Этот фараон принял тронное имя Маахерура, «Правогласный бог солнца». Под этим именем он известен в Абидосском (№65) и Саккарском (№45) списках древних царей Египта. Его «хоровым именем» стало Хеперхеперу, «Становление становлений». Его «имя небти» и «золотое имя» не сохранились. Личное имя этого правителя — Аменемхет — можно перевести как «Бог Амон перед ним», или «Амон впереди», или «Амон во главе». Древнеегипетский историк Манефон называет его Aмменеме(с) и говорит, что он правил в течение 8 лет. Согласно Туринскому папирусу, Аменемхет IV правил 9 лет, 3 месяца и 27 дней, что подтверждается наибольшей засвидетельствованной памятниками датой его правления (9-й год).
| G5 |

| G5 |

| L1 | L1 | Z3 | G43 |

| L1 | L1 | Z3 | G43 |

| L1 | L1 | L1 | L1 |

| L1 | L1 | L1 | L1 |

| G16 |

| G16 |

| Ba15 | S29 | Ba15a | V28 | D58 | W4 | N17 · N18 |

| Ba15 | S29 | Ba15a | V28 | D58 | W4 | N17 · N18 |

| G8 |

| G8 |

| S42 · G5 · S12 | R8A |

| S42 · G5 · S12 | R8A |

| nswt&bity |

| nswt&bity |

| N5 | U5 · D36 | P8 | G43 |

| N5 | U5 · D36 | P8 | G43 |

| N5 | U5 · D36 | P8 | G43 |

| N5 | U5 · D36 | P8 | G43 |

| N5 | U5 · D36 | P8 | G43 |

| N5 | U5 · D36 | P8 | G43 |

| N5 | U5 · D36 | P8 | G43 |

| N5 | U5 · D36 | P8 | G43 |

| N5 | U1 | Aa11 · D36 | P8 |

| N5 | U1 | Aa11 · D36 | P8 |

| N5 | U1 | Aa11 · D36 | P8 |

| N5 | U1 | Aa11 · D36 | P8 |

| N5 | U1 | Aa11 · D36 | P8 |

| N5 | U1 | Aa11 · D36 | P8 |

| N5 | U1 | Aa11 · D36 | P8 |

| N5 | U1 | Aa11 · D36 | P8 |

| N5 · N35 | U4 | P8 | G43 |

| N5 · N35 | U4 | P8 | G43 |

| N5 · N35 | U4 | P8 | G43 |

| N5 · N35 | U4 | P8 | G43 |

| N5 · N35 | U4 | P8 | G43 |

| N5 · N35 | U4 | P8 | G43 |

| N5 · N35 | U4 | P8 | G43 |

| N5 · N35 | U4 | P8 | G43 |

| G39 | N5 |

| G39 | N5 |

| M17 | Y5 · N35 | G17 | F4 |

| M17 | Y5 · N35 | G17 | F4 |

| M17 | Y5 · N35 | G17 | F4 |

| M17 | Y5 · N35 | G17 | F4 |

| M17 | Y5 · N35 | G17 | F4 |

| M17 | Y5 · N35 | G17 | F4 |

| M17 | Y5 · N35 | G17 | F4 |

| M17 | Y5 · N35 | G17 | F4 |

## Пирамида

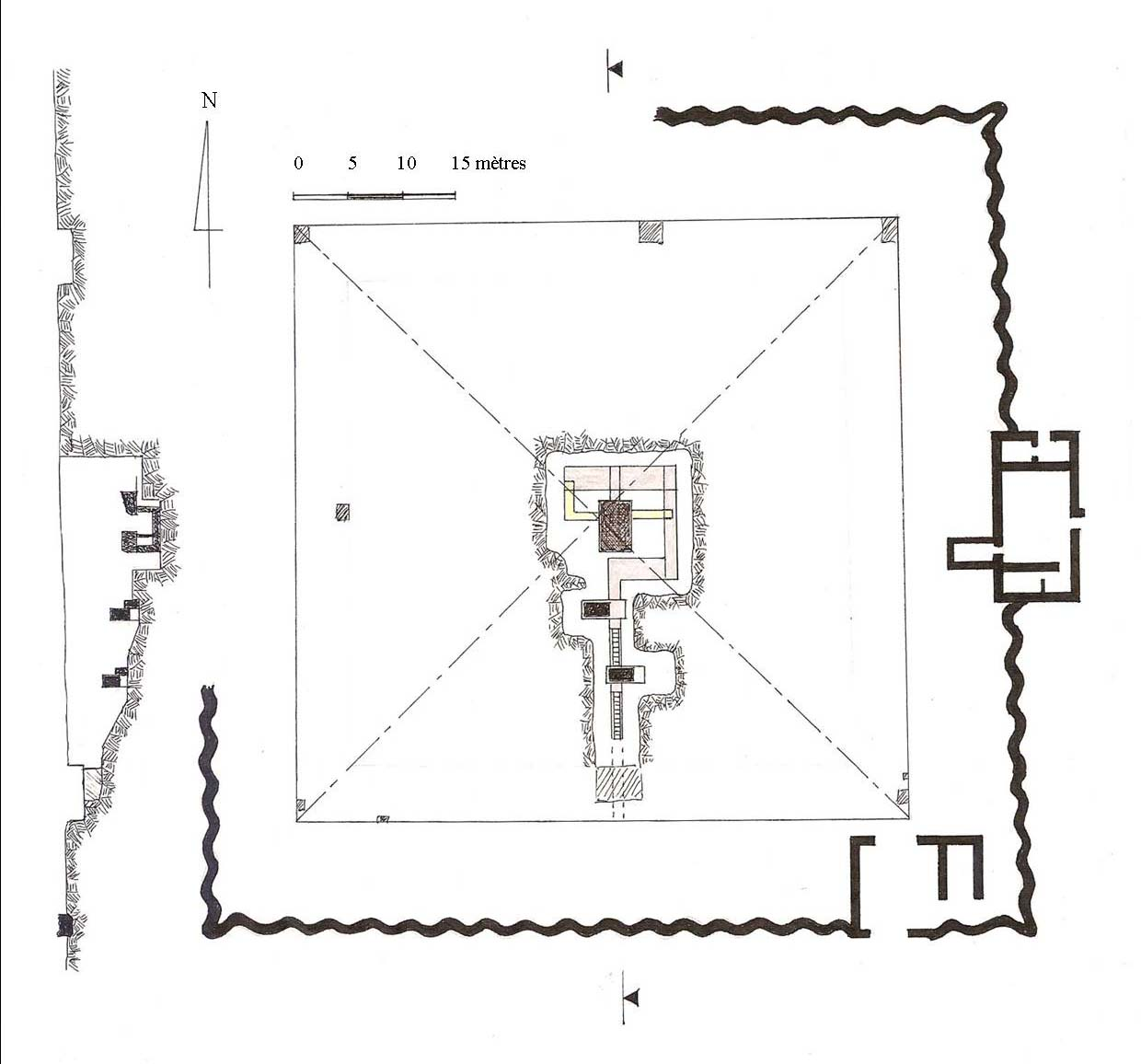
Южная пирамида в Мазгуне, приписываемая Аменемхету IV. Горизонтальная проекция с волнистой каменной оградой (по Маккею)

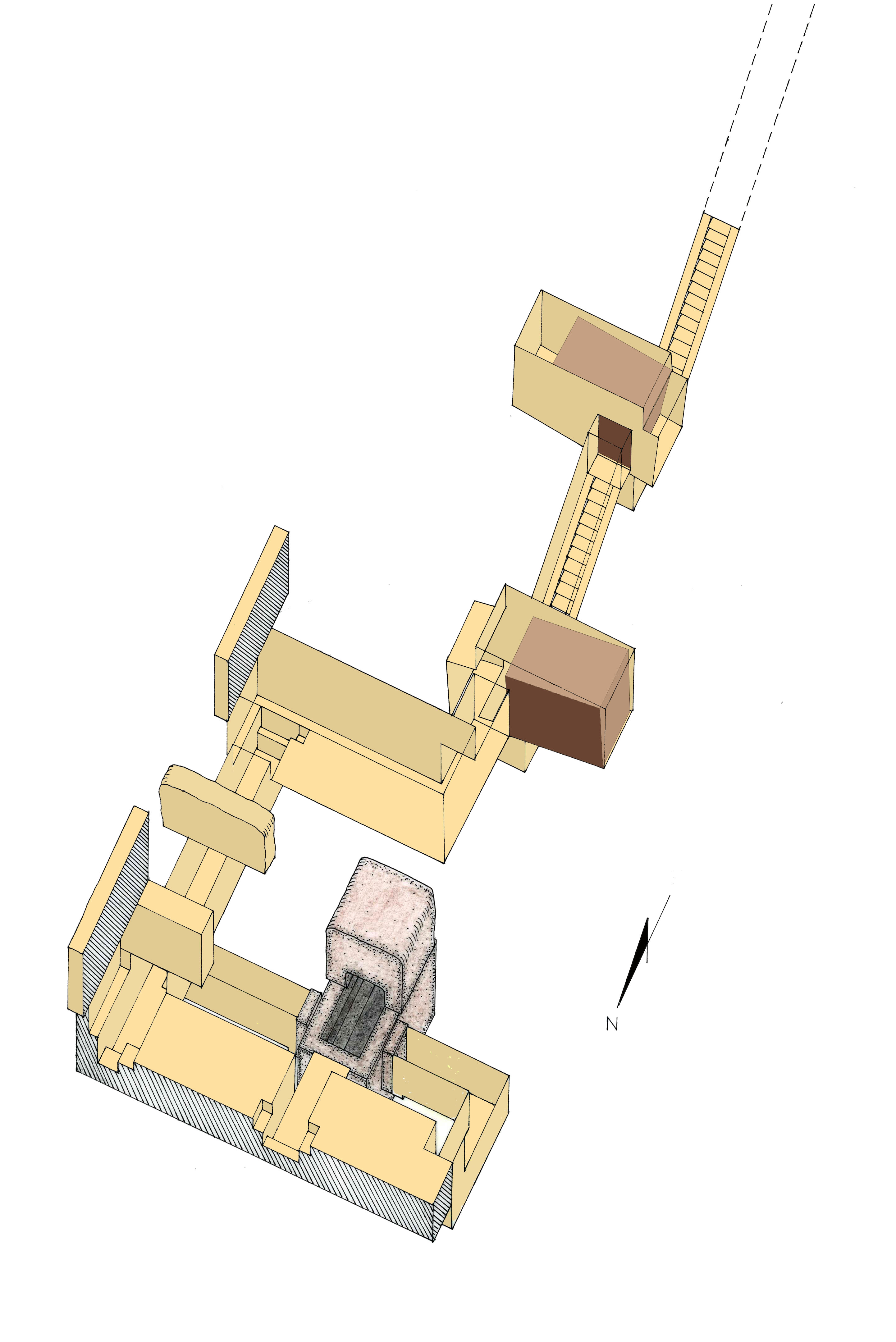
План внутренних помещений пирамиды

В деревне Мазгуна близ Дахшура находятся развалины двух последних пирамид Среднего царства. Обе имеют небольшое основание, чуть превышающее 50 метров, в обеих — подземные лестницы с лабиринтом коридоров, в обеих — наземные части из необожжённого кирпича. Ассистент Питри Эрнест Маккей, открывший в 1911 году эти пирамиды, южную приписал царю Аменемхету IV, северную — его сестре Нефрусебек, последней царице XII династии.
Но действительно ли принадлежали эти пирамиды у Мазгуны Аменемхету IV и Нефрусебек, с полной уверенностью сказать нельзя. В самих пирамидах не удалось обнаружить ни одной надписи, решительно это подтверждающей; не нашлось ни одного древнеегипетского документа, который бы об этом свидетельствовал. Но общим архитектурным замыслом и отдельными деталями они настолько похожи на пирамиды последних лет существования XII династии, что, по всей вероятности, Маккей не ошибся. С ним согласился Питри, согласились и большинство египтологов, хотя некоторые из них осторожности ради за именами владельцев этих пирамид ставят вопросительные знаки.
Пирамида, приписываемая царю Аменемхету IV, имела основание 52,5 × 52,5 метра. Вход в пирамиду расположен в середине её южной стороны. Лестница ведёт вниз к короткому горизонтальному проходу. Здесь находится стенная ниша, из которой в проход был вдвинут блокирующий каменный блок. Дальше лестница ведёт ко второй такой же нише, из которой, однако, запирающий блок не был выдвинут, а всё ещё находился в своей нише. Наконец, П-образная система помещений ведёт к погребальной комнате, которая увенчана двускатной крышей. Там был обнаружен пустой саркофаг из кварцита, который ради сохранности увезли в Каир. Тут же были найдены несколько погребальных предметов — три известняковые лампы, алебастровый сосуд в форме утки, сосуд для макияжа из того же материала и кусок полированного мыльного камня.
Комплекс был окружён волнистой стеной из кирпича-сырца, от которой сохранились остатки. В середине её восточной стороны находился поминальный храм, состоящий из большого центрального помещения с двумя меньшими комнатами по обеим сторонам от него. К центральному помещению в его юго-западном углу был пристроен зал со сводчатым потолком для жертвоприношений.
| |                                                                                             |                                                        |                                                                                                 |
| Яма, открывающая внутреннее устройство пирамиды приписываемой Аменемхету IV, — всё что сохранилось от этой пирамиды. Фотография 1911 года | Лестница ведущая во внутренние покои пирамиды. Вид с востока на запад. Фотография 1911 года | Крышка саркофага в этой пирамиде. Фотография 1911 года | Руины заупокойного храма южной пирамиды в Мазгуне. Вид с востока на запад. Фотография 1911 года |

| XII династия                  |                                                                         |                      |
| Предшественник: Аменемхет III | фараон Египта ок. 1807—1798 до н. э. (правил 9 лет, 3 месяца и 27 дней) | Преемник: Нефрусебек |